# Thomas Clifford Allbutt
Pour les articles homonymes, voir Clifford et Thomas Clifford (homonymie).
Thomas Clifford Allbutt est un médecin britannique né le 20 juillet 1836 à Dewsbury (Yorkshire) et mort  le 22 février 1925 à Cambridge. Expert de l'histoire de la médecine, il est l'inventeur du thermomètre clinique et a contribué à l'Encyclopaedia Britannica.

## Biographie

### Années de formation
Thomas Clifford Allbutt est le fils du pasteur Thomas Allbutt, vicaire de Dewsbury et de Marianne Allbutt-Wooler. Il effectue ses études secondaires à St Peter's School et fréquente ensuite le Caius College (Cambridge), où il obtinet sa licence ès arts en 1859, et une licence en Sciences naturelles en 1860. Il apprend la médecine au St George's Hospital, Hyde Park Corner, Londres, puis soutient sa thèse de médecine à Cambridge en 1861. Il travaille à Paris dans les services d'Armand Trousseau, de Duchenne de Boulogne (l'auteur déjà célèbre du Mécanisme de la physionomie humaine), d’Ernest Bazin et d’Hardy.

### Le praticien de Leeds

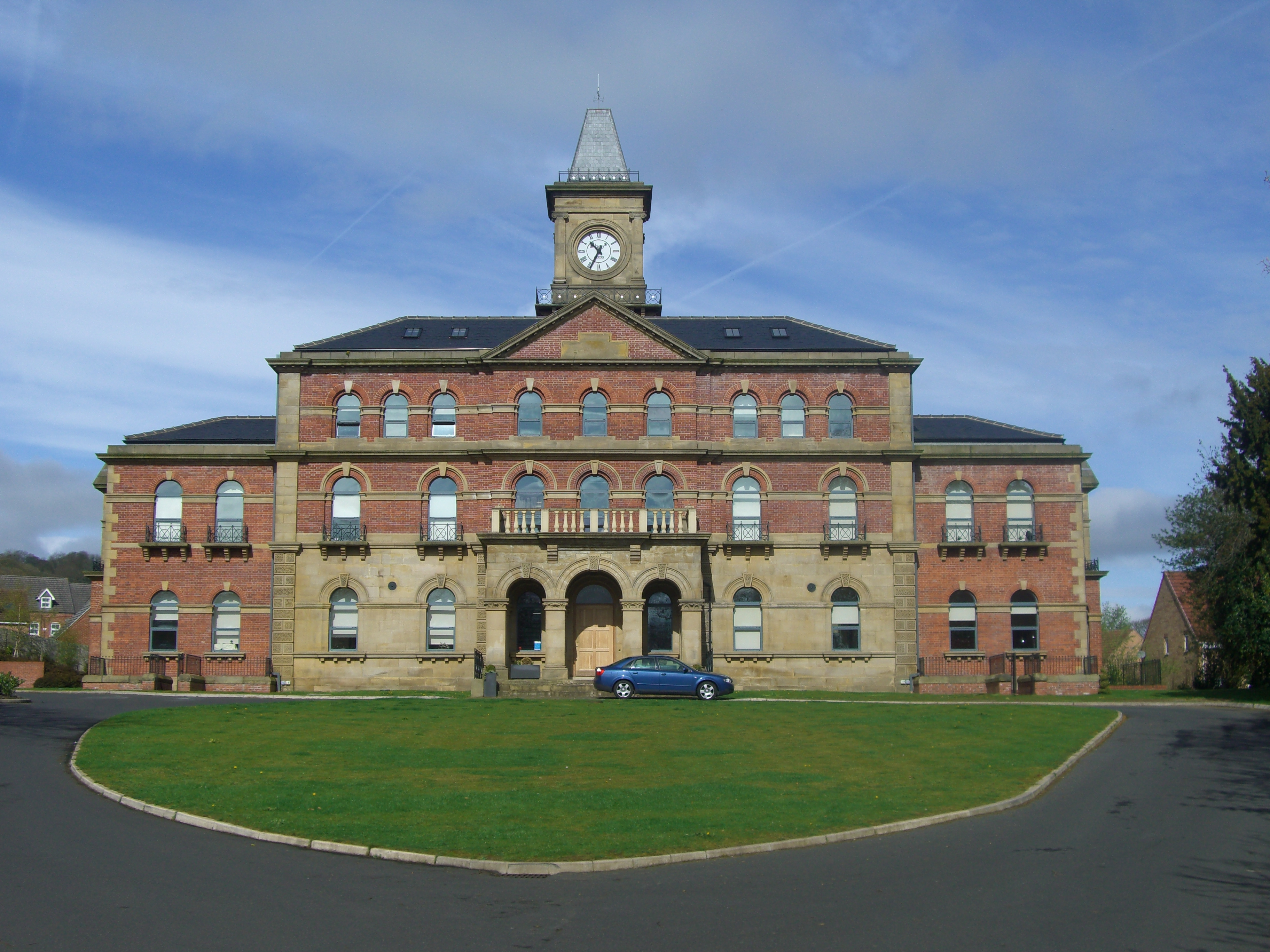
L'asile d'aliénés de Wadsley, où Allbutt mène une grande partie de ses recherches cliniques.

De 1861 à 1889, Allbutt est médecin de ville à Leeds, avant de charger l'architecte Edward Schroeder Prior de construire sa résidence de Carr Manor.
Encore interne du dispensaire général de Leeds (1861-1889), il est élu membre titulaire de la Royal Society en 1880.
Allbutt devient interne de la General Infirmary de Leeds where où il familiarise les infirmiers avec l'usage de l’ophtalmoscope, de la balance médicale et du microscope. De  1865 à 1866 il soigne les victimes d'une épidémie de fièvre typhoïde par des cures de plein-air, et étend ensuite le principe du sanatorium (voir l'article « système médical adventiste ») aux sujets atteints de tuberculose, qu'on appelle alors « consomption. » Allbutt est, de 1864 à 1884, membre du Conseil de la Faculté de Médecine de Leeds (aujourd'hui intégrée à l’Université de Leeds), qu'il préside par deux fois.
Allbutt épouse Susan England, fille d'un négociant de Headingley, à Leeds, le 15 septembre 1869. Ils n'ont pas d'enfants.
En 1870, Allbutt publie un article de synthèse, Medical Thermometry, dans lequel il retrace l’histoire de la thermométrie médicale avant de proposer un instrument miniaturisé : son thermomètre clinique, inventé en 1867, d'une longueur de 15 cm, ce qui permet aux médecins de le transporter dans leur poche. L'instrument est rapidement adopté partout en Europe, car le thermomètre des hôpitaux jusqu'alors en usage est long d'une trentaine de centimètres et les patients devaient le porter pendant environ vingt minutes.
Allbutt poursuit ses recherches dans l'hospice d'aliénés voisin de Wadsley. Dans sa monographie On the Use of the Ophthalmoscope in Diseases of the Nervous System and of the Kidneys (1871), Allbutt décrit en annexe les 214 cas d’aliénation mentale qu'il a identifiés grâce à son ophthalmoscope, en détectant des modifications du fond d'œil similaires à un grand nombre de cas historiques de lésion cérébrale ou d'aliénation. Selon lui, l'emploi de l’ophtalmoscope permet de lever les « idées préconçues de nature métaphysique ou transcendentale » et procure un « moyen d’investigation plus puissant et davantage philosophique » pour diagnostiquer les désordres cérébraux.

### Professeur et conseiller: Londres et Cambridge
Il lance puis recommande la concertation entre témoins cliniques préalablement aux expertises médicales devant les tribunaux. En 1884, il donne ses « chapitres sur les névroses des viscères » dans le cadre des conférences Goulston du Collège royal de médecine. L'année suivante, il procède aux premières opérations des ganglions tuberculeux. Dans son discours de Glasgow (1888), il préconise l'étude comparative des pathologies chez les mammifères, et suggère que les connaissances vétérinaires sont fréquemment utiles en médecine humaine.
De 1889 à 1892, il exerce les fonctions de commissaire aux asiles d'aliénés d’Angleterre et du Pays de Galles, et emménage à Londres. En 1892 il obtient ensuite la chaire Regius de Médecine de l'université de Cambridge (titre qu'il conserve jusqu'en 1925, et auquel lui succède Sir Humphry Rolleston, médecin personnel du roi George V), et dans cette fonction il compose son System of Medicine, somme en 8 volumes (1896-1899) dans laquelle un de ses biographes voit « le plus grand service qu'il ait pu rendre à la médecine de son temps ». La seconde édition (1905-1911) comprend onze volumes. C'est pendant des années la bible des médecins britanniques.
Allbutt est anobli en 1907. Il est président de la British Medical Association en 1920 et la même année est nommé membre of the Conseil privé de la Couronne. Il est élu membre étranger honoraire de l'Académie américaine des arts et des sciences  (1922).

### L'historien de la médecine
Dans l’article Médecine qu'il est chargé de rédiger pour l’édition 1911 de l’Encyclopædia Britannica, il expose que la science médicale se consacre au traitement des maladies, et comprend trois divisions : la pathologie, la thérapeutique et la pharmacopée, qui font l'objet d'articles à part entière. Le reste de l'article d'Allbutt est essentiellement une histoire de la médecine, dont la première partie va jusqu'au XVIIIe siècle ; la suite (à partir de la page 51) est consacrée au développement de la  médecine moderne, avec pour chapitres : Médecine en Angleterre de 1800 à 1840, Médecine en Allemagne de 1800 à 1840 et Progrès récents. L'article, ainsi que la notice nécrologique de l'auteur, ont été retranscrits pour Wikisource.
L'article d'Allbutt est une mise à jour de celui que Joseph Frank Payne avait écrit pour la 10e édition (1902) ; il fut à son tour remanié à l'occasion de la 14e édition de l’Encyclopædia Britannica (volume 15) : la première partie Medicine, General, par Rolleston, et la seconde partie : Medicine, History of, par Charles Singer, Maître de conférence d'Histoire de la Médecine à l'Université de Londres.

## Postérité
La romancière George Eliot décrit Allbutt comme « un homme bon, habile et d'un commerce assez agréable pour rendre n'importe qui de bonne humeur malgré les fumées des repoussants faubourgs de Leeds ». Il est généralement admis qu'il a inspiré le personnage du Dr Lydgate dans le roman Middlemarch de George Eliot. La ville de Leeds a honoré sa mémoire par la pose d'une plaque commémorative au fronton de son logement à l'université de Leeds, l'actuel Lyddon Hall.

## Voir également
Modèle:Wikisource author
- « Sir Thomas Clifford Allbutt », sur Encyclopedia Britannica
- Œuvres de {{{name}}} sur le projet Gutenberg
- Travaux par ou sur Thomas Clifford Allbutt sur Internet Archive